# Japan Railways Group
Japan Railways Group eller JR Group (JRグループ Jeiāru Gurūpu) (JR) er et japansk jernbaneselskab, der 1. april 1987 overtog aktiverne fra det statsejede Japanese National Railways (JNR). JR Group består af 9 datterselskaber (4 børsnoterede selskaber), der varetager tog og jernbaner i Japan.